# Лазар, Луи Клеман
Луи Клеман Лазар (фр. Louis Clément Lazare; 1811—1880) — французский писатель и публицист, краевед, автор книг «Dictionnaire des rues et monuments de Pans» (1844, в сотрудничестве с братом) и «Paris, son administration ancienne et moderne» (1856).

## Биография
Семья Луи Лазара происходила из Перигора, но он и его брат Феликс родились в Париже. Луи Лазар был сотрудником городской администрации и пользовался покровительством короля Луи-Филиппа, который был среди подписчиков на «Административный и исторический словарь улиц Парижа и их памятников». После свержения монархии в 1848 году Лазар был уволен новым мэром Парижа Арманом Марра и основал журнал под названием Revue municipale, который издавался с 1848 по 1862 годы. Луи Лазар резко критиковал политику новой администрации в области урбанизма: разрушение исторических памятников и улиц, приток в Париж населения, растущую сегрегацию между бедными и богатыми кварталами. Он требовал от властей столицы проводить осмысленную культурную и социальную политику: создавать школы, библиотеки, площадки для игр, учредить кафедру истории Парижа. За критику в адрес властей Лазара неоднократно штрафовали и арестовывали. Луи Лазар стал осуждать действия властей эзоповым языком, в форме диалогов между историческими персонажами (Генрихом IV, Наполеоном, Сюлли и другими). Опубликованная им вымышленная переписка, героями которой были Генрих IV и тогдашний префект Парижа Франсуа Мирон, была принята за подлинный документ и неоднократно цитировалась историками. Аргументы Лазара постоянно использовались критиками городских проектов барона Османа, и в 1862 году Осман добился закрытия журнала. Луи Лазар был разорён, попытки издавать другие журналы уже не принесли такого успеха.